# Erwin Gohrbandt
Erwin Gohrbandt (* 20. September 1890 in Schlawe, Pommern; † 3. Januar 1965 in West-Berlin) war ein deutscher Chirurg und Hochschullehrer.

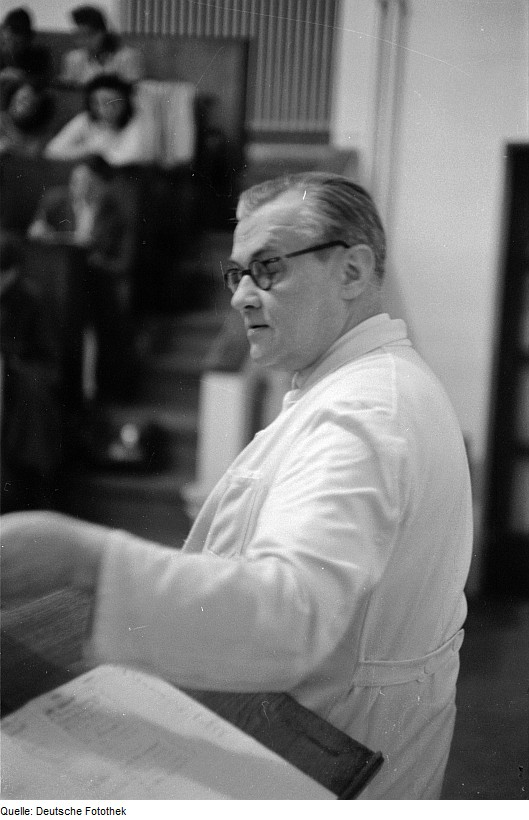
Erwin Gohrbandt (1947)
Foto: Abraham Pisarek

## Leben
Nach dem Abitur 1910 in Treptow an der Rega studierte Gohrbandt von 1910 bis 1914 Medizin an der Kaiser-Wilhelm-Akademie für das Militärärztliche Bildungswesen in Berlin. 1910 wurde er Mitglied des Pépinière-Corps  Franconia. Mit Beginn des Ersten Weltkriegs wurde er als Feldunterarzt zum Truppendienst eingezogen. Während des Kriegsdienstes legte er im Januar 1915 das Staatsexamen ab und erhielt 1917 die Approbation.

### Zwischenkriegszeit
Anschließend wurde er an das Pathologische Institut der Charité kommandiert. Zwischen 1920 und 1928 war er an der Chirurgischen Universitätsklinik der Charité tätig, von 1924 an als Oberarzt und Leiter der Kinderchirurgischen Abteilung. 1924 habilitierte er sich für Chirurgie und nahm eine Lehrtätigkeit auf. Am 6. Juni 1928 wurde er zum a.o. Professor für Chirurgie an der Friedrich-Wilhelms-Universität Berlin ernannt. Im selben Jahr wechselte er als Chefarzt der II. Chirurgischen Abteilung an das städtische Krankenhaus Am Urban.
Im Jahr 1931 gehörte Gohrbandt zusammen mit Ludwig Levy-Lenz zu den ersten Chirurgen, die bei einigen transsexuellen Patienten eine geschlechtsangleichende Operation mit Vaginoplastik vornahmen – zu seiner Zeit eine experimentelle Pionierleistung. Namentlich bekannt sind die Patientinnen Dora Richter, eine Hausangestellte am Institut für Sexualwissenschaft unter Magnus Hirschfeld, und die dänische Künstlerin Lili Elbe.

### 1933–1945
Nach der Absetzung der beiden jüdischen Ärztlichen Direktoren des Krankenhauses Am Urban wurde Gohrbandt am 12. März 1933 dort Ärztlicher Direktor (Äußeres-Chirurgie). 
Ab August 1939 war Gohrbandt Beratender Chirurg des Heeres und (ab 1940) beim Inspekteur des Sanitätswesens der Luftwaffe (Wehrmacht).
Mit Wirkung vom 1. Oktober 1940 wechselte er als Chef der Chirurgischen Abteilung an das Städtische Robert-Koch-Krankenhaus und wurde zugleich zum Klinikdirektor der III. Chirurgischen Universitätsklinik ernannt. Er nahm an den Menschenversuchen zur Todesart der Unterkühlung in Dachau teil und publizierte die Ergebnisse in einem führenden Fachjournal. Gohrbandt war Teilnehmer der Tagung über Ärztliche Fragen bei Seenot und Winternot am 26. und 27. Oktober 1942.
In der Zeit des Nationalsozialismus war Gohrbandt wissenschaftlicher Mitarbeiter für chirurgische Fragen im Sozialen Amt des Reichsjugendführers und ab 1944 Mitglied des Wissenschaftlichen Beirats beim Generalkommissar des Führers für das Sanitäts- und Gesundheitswesen Karl Brandt.

### Nachkriegszeit
In der Nachkriegszeit war er Stellvertreter von Ferdinand Sauerbruch im Amt des Stadtrats für Gesundheitswesen in Gesamt-Berlin. Von der Sowjetischen Militäradministration in Deutschland und vom Berliner Magistrat wurde er beauftragt, die sanitäre Versorgung sicherzustellen und die Hygienevorschriften zu überwachen. Er trieb den Wiederaufbau des kriegszerstörten Krankenhauses Moabit voran, dessen Chirurgische Abteilung er bis zum 31. Dezember 1958 leitete. Zugleich nahm er seine Vorlesungen an der neu gegründeten Freien Universität Berlin wieder auf und gab seit 1946 das Zentralblatt für Chirurgie heraus. Mit Wirkung vom 31. Dezember 1958 wurde er pensioniert. Bis zu seinem Tod 1965 führte er ein Ambulatorium in Berlin-Tiergarten.
Sein jüngerer Bruder Paul Gohrbandt (1896–1975) war ebenfalls Mediziner.

## Ehrenämter
Beim Landesverband Berlin des Deutschen Roten Kreuzes fungierte Gohrbandt als Vizepräsident. Des Weiteren gehörte er der Deutschen Olympischen Gesellschaft an. 1950/51 war er Vorsitzender der Berliner Chirurgischen Gesellschaft.

## Ehrungen
- Eisernes Kreuz 2. und 1. Klasse (Erster Weltkrieg)
- Ritterkreuz des Kriegsverdienstkreuzes mit Schwertern (1. Februar 1945)
- Großes Verdienstkreuz der Bundesrepublik Deutschland (1952)
- Honorarprofessur der TH Berlin (1956)
- Ehrenmitglied der Berliner Chirurgischen Gesellschaft (1958)

## Veröffentlichungen (Auswahl)
als Autor
- 1928: Lehrbuch der Kinderchirurgie, 1928
- 1932:  Geleitwort. In: Abraham Buschke, Alfred Joseph, Werner Birkenfeld: Leitfaden der Kosmetik für die ärztliche Praxis. Walter de Gruyter & Co., Berlin 1932.
- 1936: Chirurgische Fragen der Kinderheilkunde in der Praxis, 1936

als Herausgeber
- Zentralblatt für Chirurgie
- mit J. Gabka und A. Berndorfer: Handbuch der plastischen Chirurgie